# Theo Doyer

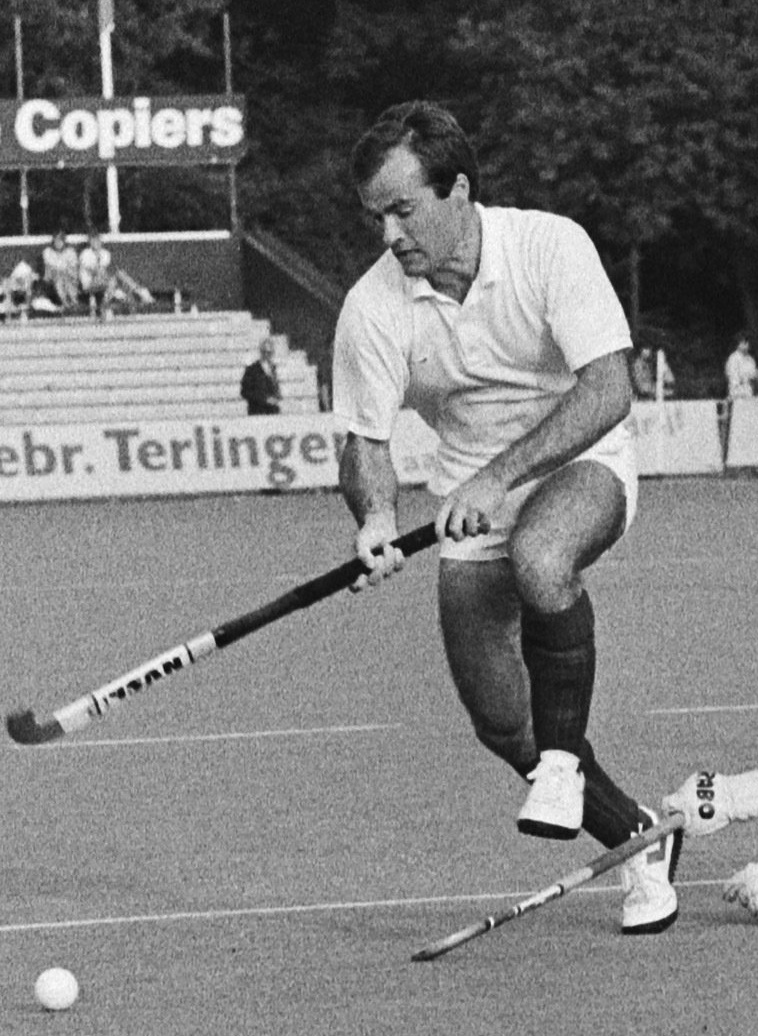
Theo Doyer

Jan Jacob Theodoor Doyer, mais conhecido como Theo Doyer (29 de dezembro de 1955 - 10 de novembro de 2010) foi um jogador de hóquei sobre a grama dos Países Baixos. Foi membro da equipe nacional holandesa, que ficou em sexto lugar nos Jogos Olímpicos de Verão de 1984 em Los Angeles, Califórnia. Oito anos antes, ele também estava no elenco da Holanda, que terminou em quarto lugar nos Jogos Olímpicos de Verão de 1976, em Montreal.
No início de 2008 ele foi diagnosticado com esclerose lateral amiotrófica e morreu em novembro de 2010, aos 54 anos de idade.